# Catedrala din Szczecin
Catedrala „Sfântul Iacob” din Szczecin este un monument istoric și de arhitectură din Polonia.